# Björn Sigurðarson
Björn Sigurðarson (Akranes, Islandia, 26 de febrero de 1991) es un exfutbolista islandés que jugaba como delantero.

## Trayectoria
Sigurðarson es uno de los talentos jóvenes de Islandia, se destaca por su velocidad. Se formó en las categorías inferiores del ÍA Akranes desde 2005, debutando profesionalmente en 2007. En enero de 2009 firmó un contrato por 3 años con el Lillestrøm SK de Noruega.

## Selección nacional

### Participaciones en Copas del Mundo
| Mundial           | Sede  | Resultado    |
| ----------------- | ----- | ------------ |
| Copa Mundial 2018 | Rusia | Primera fase |

## Clubes
| Club                          | País       | Año       |
| ----------------------------- | ---------- | --------- |
| ÍA Akranes                    | Islandia   | 2005-2008 |
| Lillestrøm SK                 | Noruega    | 2009-2012 |
| Wolverhampton Wanderers F. C. | Inglaterra | 2012-2016 |
| Molde FK (cedido)             | Noruega    | 2014      |
| F. C. Copenhague (cedido)     | Dinamarca  | 2015      |
| Molde FK                      | Noruega    | 2016-2018 |
| F. C. Rostov                  | Rusia      | 2018-2020 |
| APOEL de Nicosia (cedido)     | Chipre     | 2020      |
| Lillestrøm SK                 | Noruega    | 2020      |
| Molde FK                      | Noruega    | 2021-2022 |
| ÍA Akranes                    | Islandia   | 2023-     |

## Palmarés

### Títulos nacionales
| Título            | Club             | País      | Año  |
| ----------------- | ---------------- | --------- | ---- |
| Tippeligaen       | Molde FK         | Noruega   | 2014 |
| Copa de Noruega   | Molde FK         | Noruega   | 2014 |
| Copa de Dinamarca | F. C. Copenhague | Dinamarca | 2015 |
| Copa de Noruega   | Molde FK         | Noruega   | 2022 |
| Eliteserien       | Molde FK         | Noruega   | 2022 |